# Batesia floribunda
Batesia floribunda är en ärtväxtart som beskrevs av George Bentham. Batesia floribunda ingår i släktet Batesia och familjen ärtväxter. Inga underarter finns listade i Catalogue of Life.